# 2542 Calpurnia
2542 Calpurnia là một tiểu hành tinh vành đai chính với chu kỳ quỹ đạo là 2023.4812635 ngày (5.54 năm).
Nó được phát hiện ngày 11 tháng 2 năm 1980 bởi LINEAR.